# 후두음 이론
후두음 이론(Laryngeal theory)은 인구 조어 모음 체계의 분석을 출발점으로 하여 그 이전 단계인 원시 인구어 단계의 음운구조를 재구한 이론이다. 이 이론에 의하면 원시 인구어에 그 다음 단계인 인구 조어에서는 사라진 후두음 계열의 소리들이 있었고 이 후두음들이 주위의 모음의 음가를 변화시켜 인구어 모음 체계에 영향을 끼친 후 소멸하였다고 본다. 

## 드 소쉬르의 관찰
후두음 이론은 페르디낭 드 소쉬르의 인구 조어 모음 체계에 대한 연구에서부터 시작된다. 그의 연구는 인구 조어에서 불규칙한 어근 구조를 갖는 일부 어근들이 원래 규칙적 어근 구조에서 변화한 결과임을 보이려고 한 연구였다.
드 소쉬르의 관찰에 의하면 인구어의 어근들은 주로 모음 e를 취하여 CeC, CeRC, CReC의 형태로 나타난다(C=자음, R=공명음 또는 향음). 이런 기본형태는 그리스어의 pétomai, pepótēmai, eptómēn '날다'의 pét/pót/pt 대응에서처럼 e/o/ø 모음 교체를 보이게 된다. 그러나, 어근에 장모음이 나타나는 소수의 어근들은 그리스어 phāmi/phōnē/patós '말하다'에서처럼 ā/ō/a 모음 교체를 보인다. 이 어휘들은 일반적인 어근과는 다른 모음 교체 현상을 보인다. 드 소쉬르는 일반적인 모음 교체를 따르지 않는 인구조어의 어근들인 *dhē- '놓다', *stā- '서다', dō- '주다', 등도 원래는 일반적인 어근 구조와 동일한 변화를 보이는 규칙적인 어근이었을 것이라고 가정하고 다음과 같이 추정하였다.
- 모든 인구어 어근은 기본 모음 *e를 갖는다.
- 어근 모음 *e는 뒤에 향음적 요소(i, u, r, l, m, n)를 동반할 수 있는데, 이 향음적인 요소는 영계제(어근의 모음이 없어지는 형태론적 계열)에서 성절음의 기능을 하는 음절의 핵이 된다. 그리고 *i와 *u는 모음이 아니라 향음적인 요소로 이해된다. *deik- '말하다', *kleu- '듣다', *derk-, *bhendh- '묶다'는 영계제에서 각각 *dik- , *klu-, *drk-, *bhndh-로 되었다.
- 영계제에서만 a 또는 o로 나타날 수 있는 향음적 요소 A와 O가 있었고, 완전계제(어근의 모음이 사라지지 않고 모습을 완전히 갖추고 나타나는 형태론적 계열)에서 이 소리들이 그 앞에 어근모음 *e와 결합한 e+A, e+O가 나중에 각각 ē/ā와 ō로 변화했다. 즉, *dhē-, *stā-, dō- 등은 각각 더 이전 단계로 거슬러 올라갈 경우 *dheA-, *steA-, *deO-로 재구되고 *aĝ- '나르다'는 *Aĝ-로 재구된다.

## 묄러의 후두음 이론
묄러(Möller)는 ē와 ā가 모두 A에서 변한 것이라는 드 소쉬르의 생각에 반대하고 A, O 이외에 장모음 ē가 나타나게 하는 원인이 되는 E를 설정하여 3개의 장모음에 대응하는 3개의 향음적 요소가 존재했을 것이라며 드 소쉬르의 가설을 수정하였다. 또 그는 a와 o가 항상 eA와 eO의 영계제라는 드 소쉬르의 가설에 대해 인구조어 *agō(I take)의 경우처럼 a와 o가 완전계제에서도 나타날 수 있다고 보아야 함을 지적하면서 모음으로 시작하는 인구어 어근들은 원래 어두에 있던 E, A. O들이  후행하는 모음을 변화시킨 후 소멸한 것이라고 생각했다. 또 이들 E, A. O의 향음들은 후두음에 속하는 것이라고 보고 이들을 각각 H1, H2, H3으로 나타내었다. 그래서 이후 Saussure와 Möller의 이 이론은 후두음 이론으로 불리게 된다.
묄러에 의해 수정된 견해를 인구조어의 단어들에 적용해 보면*ed-‘먹다’, *aĝ-‘나르다’, *od-‘냄새맡다’, *dhē-, *stā-, dō- 등은 각각 *H1ed-, *H2eĝ-, *H3ed-,*dheH1-, *steH2-, *deH3-의 형태로 재구될 수 있다.

## 초기의 부정적 평가와 히타이트어 발견 이후의 이론적 재조명
드 소쉬르와 묄러의 후두음의 존재에 대한 가정은 구체적인 실증자료 없이 순전히 이론적 가정을 통해서만 도출된 견해였다. 그래서 구체적인 자료를 중시하는 실증주의적인 연구가 주된 흐름이었던 당시의 학계에서는 받아들여지지 않았다. 그러나 뒷날 히타이트어가 발견된 이후, 쿠리오비츠(Kuryłowicz)가 히타이트어에서 후두음의 흔적이라 생각되는 ‘h’의 존재가 있음을 밝히면서 후두음 이론이 새롭게 학계의 관심을 끌게 되었다. 
- 인구조어 *es-‘be’, *anti-‘앞’, *ost-‘뼈’등의 어근은 후두음 이론에서 *H1esti-, *H2enti-, *H3est-로 재구되는데 기존의 인구어에서는 후두음에 대응되는 반사형을 찾을 수 없었다. 그러나 히타이트어에서는 H1은 소멸되었으나 H2와 H3이 마찰음 h로 남아서 es-, hant-, hast-로 나타난다.
- 다른 인구어에서는 라틴어 pāscō ‘보호하다’, novāre ‘회복하다’, mētior ‘시간’ 등에서처럼 장모음이 나타나는 데 반해 히타이트어에서 pahs-, newah-, mehur-처럼 모음+h로 대응되는 예들이 관찰된다.

위와 같은 히타이트어의 예들은 후두음 이론이 옳음을 뒷받침하는 실증적인 예들이라고 볼 수 있게 되어 후두음 이론이 다시 재평가될 수 있었다.

## 히타이트어 자료를 설명하기 위한 수정된 가설들
히타이트어에서는 기존의 후두음 이론과 들어맞지 않는 예들도 발견된다. 
- 라틴어 pō-tare‘삼키다’, ōs‘입’, mā-tūrus‘성장하다’ 등은 히타이트어에서는 pas-, ais-, māi- 에 대응되는 것이다.
- 그리스어 ógkos ‘활’이 히타이트어 henkzi로 대응되는 경우에서처럼 이론적으로 예상되는 ha-가 아닌 he-의 대응을 보이는 경우도 발견된다.

위와 같은 현상들을 설명하기 위해 드 소쉬르와 묄러의 이론을 바탕으로 한 여러 가지 새로운 가설들이 제기되었다. 
- 쿠리오비츠는 H2와 H3의 특성을 가지나 히타이트어에서는 소멸했다고 보는 또다른 후두음 H4와 H5를 가정했다.
- 마르티네(Martinet)의 경우에는 변별적 자질 이론을 후두음에 적용시켜서 10개의 후두음으로 된 자음체계를 제시하였다.
- 세메레니(Szemerényi)는 모음의 질에 따라 그에 해당하는 후두음을 설정할 것이 아니라 히타이트어에서 h가 나타나는 경우에만 그것을 후두음으로 인정해야 한다고 주장했다.

## 이론에 대한 평가
후두음의 존재를 가정함으로써 기존의 모음체계의 이론만으로는 불충분한 히타이트어의 자료에 대한 해석을 가능하게 하고 원시인구어의 모음체계에 대한 재구의 가능성을 제공한다는 점이 후두음 이론의 큰 장점이자 그 의의가 될 수 있다. 